# Milan Kristić
 (octobre 2012).
Si vous disposez d'ouvrages ou d'articles de référence ou si vous connaissez des sites web de qualité traitant du thème abordé ici, merci de compléter l'article en donnant les références utiles à sa vérifiabilité et en les liant à la section « Notes et références ».
Milan Kristić est un entraîneur yougoslave de football des années 1960, qui officia en Tunisie (sélection nationale et clubs de Sfax), participant au passage aux JO de 1960.